# Хадад-Эзер
Хадад-Эзер (Гададезер или Гадарезер; также Адраазар) — арамейский царь, который основал крупное государство в Сирии. Ветхозаветный персонаж (2Цар. 8:3—11; 10:16), сын или уроженец Рехова (Рехоба); современник царя Давида, один из самых богатых царей в истории города Цовы (Сувы).
Успешно воевал с мадианитянами и царём Хамата Фоем (Тои), обложил данью царство Моав и другие соседние народы, став самым могущественным правителем своего времени.
Его величию настал конец, когда он пришёл на помощь своим союзникам аммонитянам, на которых напал израильский царь Давид. Военачальник израильского царя, Иоав, разгромил войско арамеев и аммонитян. Потом со вспомогательными отрядами завершающий удар нанёс сам Давид, уничтожив остатки союзной армии.
Хадад-Эзер захотел взять реванш и собрал за Евфратом новое войско, поручив командование военачальнику Соваку (2Цар. 10:16—18), но успех сопутствовал Давиду и в этот раз. Возглавляемая израильским царём армия уничтожила арамеев, и Совак погиб. В это время подняли восстание заевфратские вассалы Хадад-Эзера, и воевать на два фронта царь не смог. Давид захватил Сирию и столицу Дамаск, и все арамейские вассалы стали теперь служить еврейскому владыке. Сам Хадад-Эзер по одной из версий был настигнут и убит Давидом, по другой, царь Израиля был очень милостив к Хадад-Эзеру и сохранил ему не только жизнь, но и престол, на правах вассала Израиля.
Суверенное арамейское царство было восстановлено при царе израильском Соломоне, сыне царя Давида, но с довольно урезанной территорией.
Преемники Хадад-Эзера правили в Дамаске десять поколений и носили имя Хадад, а третий из них вернул былое величие арамеям, завоевав северную Палестину.